# Aecidiconium barteti
Aecidiconium barteti är en svampart som beskrevs av Vuill. 1892. Aecidiconium barteti ingår i släktet Aecidiconium, ordningen Pucciniales, klassen Pucciniomycetes, divisionen basidiesvampar och riket svampar.   Inga underarter finns listade i Catalogue of Life.